# 混合 (社会学)
混合，指某一族群或者种族群体与主流人口在生物意义上的融合。如美国迁入自世界各地的族群、中国生活以汉族为主地域的少数族群等都会与当地的主流人口发生混合。